# Gunnlod (satèl·lit)
Gunnlod (Saturn LXII), provisionalment conegut com a S/2004 S 32, és un satèl·lit natural de Saturn. El seu descobriment va ser anunciat per Scott S. Sheppard, David C. Jewitt i Jan Kleyna el 8 d'octubre de 2019 a partir d'observacions realitzades entre el 12 de desembre de 2004 i el 19 de gener de 2007. Va rebre la seva designació permanent l'agost de 2021. El 24 d'agost de 2022, va rebre el nom oficial de Gunnlǫð, un jötunn de la mitologia nòrdica. És filla de Suttungr i va custodiar l'hidromel de la poesia per a ell. Però Odin en forma de serp va accedir a la cambra de Hnitbjorg on es guardava l'hidromel, va seduir Gunnlǫð i va dormir amb ella durant tres nits. A canvi Gunnlǫð va permetre a Odin tres copes d'hidromel, i de seguida va sortir volant de la caverna en forma d'àguila.
Gunnlod té uns 4 quilòmetres de diàmetre i orbita Saturn a una distància mitjana de 21,214 Gm en 1153,96 dies, amb una inclinació de 159° respecte a l'eclíptica, en direcció retrògrada i amb una excentricitat de 0,251.